# Omalus aeneus
Omalus aeneus – gatunek błonkówki z rodziny złotolitkowatych i plemienia Elampini.

## Opis
Ciało samic długości od 4,5 do 5,4 mm, a samców od 4,4 do 5 mm (wg innych źródeł od 3 do 7 mm). Długość skrzydła przedniego odpowiednio: od 3,3 do 4,2 mm i od 3,2 do 3,9 mm. Ubarwienie ciała niebieskie, zielone, fioletowe, niekiedy prawie czarne lub gdzieniegdzie złociste. Wierzchnia strona ciała z krótkim owłosieniem. Wgłębienie między trzonkami czułków (ang. scapal basin) głębokie i gładkie, pozbawione rowków. Śródtarczka błyszcząca. Notauli niewyraźne, wgłębione jako delikatne linie, ale kompletne. Zatarczka wyraźnie wypukła. Boczne brzegi pozatułowia wyraźnie wklęśnięte przed kątami pozatułowiowymi. Stopy o pazurkach z czterema zębami. Metasoma owalna. Trzeci tergit z wyraźnym wycięciem pośrodku.

## Biologia i rozmieszczenie
Przedstawiciele rodzaju podawani są jako pasożyty otrętwiaczowatych z rodzajów Pemphredon, Passaloecus i Psenulus. W południowej Europie obecne dwa i więcej pokoleń w ciągu roku.
Złotolitka szeroko rozprzestrzeniona w Holarktyce. Od Europy i Afryki Północnej po Chiny, Tajwan i Japonię oraz Nearktykę. W Polsce gatunek pospolity.